# Marc Goossens

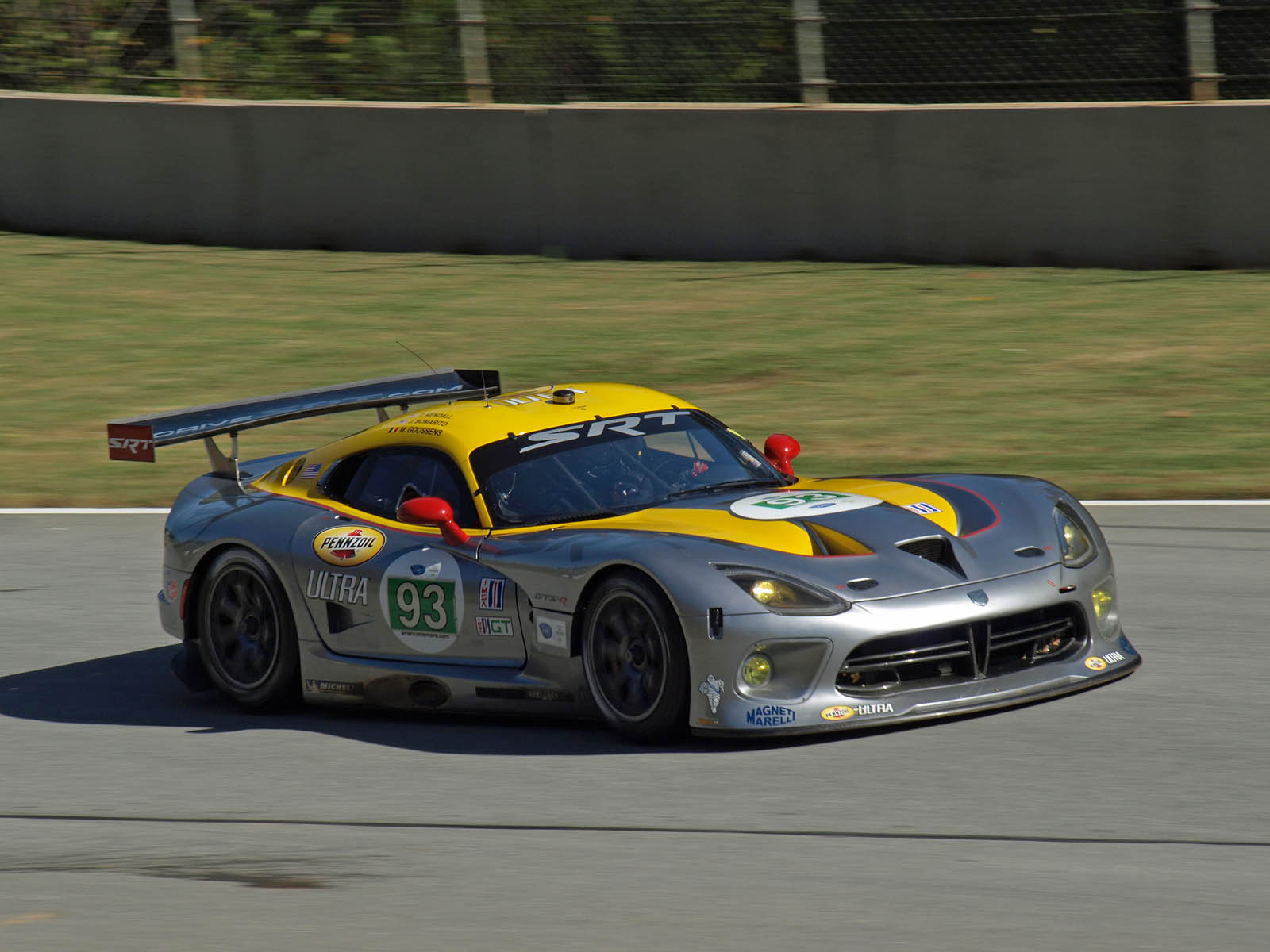
Marc Goossens in der SRT Viper GTS-R beim Qualifikationstraining zum Petit Le Mans 2012

Marc Goossens (* 30. November 1969 in Lommel) ist ein belgischer Autorennfahrer.

## Karriere im Motorsport
Marc Goossens, von seinen Rennfahrerkollegen The Goose genannt, war in den späten 1980er-Jahren mehrmals belgischer Meister im  Kartsport, bevor er 1989 mit dem Monopostosport begann. Die ersten Jahre seiner Karriere verbrachte er in der Formel Ford; 1991 sicherte er sich den Gesamtsieg in der britischen Meisterschaft. 1992 wechselte er in die Formel 3 und beendete 1993 die britische Meisterschaft hinter Kelvin Burt und Oliver Gavin als Gesamtdritter. 
Zwischen 1994 und 2001 war Goossens in der Internationalen Formel-3000-Meisterschaft aktiv. Zweimal, 1995 (hinter Vincenzo Sospiri und Ricardo Rosset, punktegleich mit Kenny Bräck) und 1996 (hinter Jörg Müller und Bräck), wurde er Gesamtdritter dieser Meisterschaft.
Goossens ging in der Formel Nippon an den Start und im Sprint Cup der NASCAR. Seine größten Erfolge erzielte er jedoch im Sportwagen. Zwischen 1996 und 2015 war er bei 222 GT- und Sportwagenrennen am Start; 20 Gesamt- und 9 Klassensiege konnte er feiern. Seinen ersten Sieg erzielte er 1997 beim 24-Stunden-Rennen von Zolder (Partner Patrick Huisman und Vincent Vosse); seinen bisher letzten beim 3-Stunden-Rennen auf dem Nürburgring 2012, einem Wertungslauf der Blancpain Endurance Series 2012. Dazwischen lagen Einsätze in der European- und American Le Mans Series, der FIA-GT-Meisterschaft und bei nationalen GT- und Sportwagenrennen.
Sein Debüt beim 24-Stunden-Rennen von Le Mans gab er 1996; seine beste Platzierung im Schlussklassement war der vierte Rang 1997. Beim 12-Stunden-Rennen von Sebring fuhr er 2002 den dritten Rang ein.

## Statistik

### Le-Mans-Ergebnisse
| Jahr | Team                       | Fahrzeug               | Teamkollege        | Teamkollege          | Platzierung | Ausfallgrund    |
| ---- | -------------------------- | ---------------------- | ------------------ | -------------------- | ----------- | --------------- |
| 1996 | Racing for Belgium         | Ferrari 333SP          | Eric van de Poele  | Éric Bachelart       | Ausfall     | Unfall          |
| 1997 | Courage Compétition        | Courage C41            | Didier Cottaz      | Jérôme Policand      | Rang 4      |                 |
| 1998 | Courage Compétition        | Courage C51            | Didier Cottaz      | Jean-Philippe Belloc | Ausfall     | Getriebeschaden |
| 1999 | Nissan Motorsports         | Courage C52            | Didier Cottaz      | Fredrik Ekblom       | Rang 8      |                 |
| 2000 | Team DAMS                  | Cadillac Northstar LMP | Kristian Kolby     | Christophe Tinseau   | Ausfall     | Motorbrand      |
| 2001 | DAMS                       | Cadillac Northstar LMP | Éric Bernard       | Emmanuel Collard     | Ausfall     | Unfall          |
| 2002 | Riley & Scott Racing       | Riley & Scott Mk IIIC  | Jim Matthews       | Didier Theys         | Ausfall     | Motorschaden    |
| 2003 | Riley & Scott Racing       | Riley & Scott Mk IIIC  | Jim Matthews       | Christophe Tinseau   | Ausfall     | Motorschaden    |
| 2008 | Creation Autosportif       | Creation CA07          | Johnny Mowlem      | Stuart Hall          | Rang 24     |                 |
| 2010 | Jaguar Rocketsports Racing | Jaguar XKR GT2         | Paul Gentilozzi    | Ryan Dalziel         | Ausfall     | Motorschaden    |
| 2011 | Prospeed Competition       | Porsche 997 GT3 RSR    | Marco Holzer       | Jaap van Lagen       | Rang 23     |                 |
| 2013 | SRT Motorsports            | SRT Viper GTS-R        | Dominik Farnbacher | Ryan Dalziel         | Rang 24     |                 |
| 2016 | Murphy Prototypes          | Oreca 03R              | Jeroen Bleekemolen | Ben Keating          | Rang 34     |                 |

### Sebring-Ergebnisse
| Jahr | Team                    | Fahrzeug                | Teamkollege          | Teamkollege      | Teamkollege      | Platzierung | Ausfallgrund    |
| ---- | ----------------------- | ----------------------- | -------------------- | ---------------- | ---------------- | ----------- | --------------- |
| 2002 | Riley & Scott Racing    | Riley & Scott Mk IIIC   | Guy Smith            | Jim Matthews     |                  | Rang 3      |                 |
| 2003 | Jim Matthews Racing     | Riley & Scott Mk IIIC   | Jan Magnussen        | Jim Matthews     |                  | Ausfall     | Aufhängung      |
| 2005 | Spyker Squadron         | Spyker C-8 Spyder GT2 R | Tom Coronel          | Donny Crevels    |                  | Ausfall     | Mechanik        |
| 2008 | LG Motorsports          | Chevrolet Corvette C6.R | Doug Peterson        | Lou Gigliotti    |                  | Ausfall     | Motor überhitzt |
| 2010 | Jaguar RSR              | Jaguar XKRS             | Paul Gentilozzi      | Ryan Dalziel     |                  | Ausfall     | Kühler          |
| 2013 | SRT Motorsports         | SRT Viper GTS-R         | Dominik Farnbacher   | Ryan Dalziel     |                  | Rang 19     |                 |
| 2014 | SRT Motorsports         | SRT Viper GTS-R         | Dominik Farnbacher   | Ryan Hunter-Reay |                  | Rang 18     |                 |
| 2015 | Riley Motorsports       | Dodge Viper SRT GT3-R   | Ben Keating          | Al Carter        | Cameron Lawrence | Rang 19     |                 |
| 2016 | VisitFlorida.com Racing | Oreca 05                | Ryan Dalziel         | Ryan Hunter-Reay |                  | Rang 5      |                 |
| 2017 | VisitFlorida Racing     | Multimatic Riley        | Renger van der Zande | René Rast        |                  | Rang 36     |                 |